# Burg Ratibor
Die vormals herzogliche Burg Ratibor (polnisch Zamek w Raciborzu) ist eine Burg im Stadtteil Ostróg in Racibórz (deutsch Ratibor) in der Woiwodschaft Schlesien in Polen. Sie liegt am rechten Ufer der Oder und gehörte historisch zum Herzogtum Ratibor.

## Geschichte
Die bereits 1108 erstmals erwähnte Burg bestand damals vermutlich aus einer Holz-Erde-Befestigung. Sie war vom Hauptstrom der Oder im Westen und durch einen Seitenarm im Osten natürlich geschützt. In ihrer Insellage ähnelt die Burg denjenigen in Glogau und den ersten Burgen in Breslau und Oppeln. Im Jahr 1155 wird Ratibor als Kastellanei genannt. Der Oderübergang von Ratibor ist einer der ältesten Übergänge über die obere Oder. Hier überschritten die Mongolen 1241 den Fluss, ebenso das Kreuzzugsheer von König Ottokar 1255.
Ab 1173 war die Burg Sitz des Piastenherzogs Mieszko I. Kreuzbein und zwischen 1281 und 1336, unter Mieszko III. († 1313/16), Primislaus/Przemko († 1306), und Lestko
Sitz einer eigenen Dynastie. Nach 1532 waren die Habsburger Landesherren. 
Der erste Bauabschnitt einer neuen gemauerten Burg wurde unter Herzog Primislaus begonnen. Die Schlosskapelle stammt vermutlich von vor 1287. Im Konflikt zwischen Bischof Thomas II. von Breslau und Herzog Heinrich IV. nahm dieser den Bischof auf, der als Dank ein Kollegiatstift von drei Kanonikern gründete, dessen Stiftung, dem Thomas von Canterbury gewidmet, für 1283 urkundlich belegt ist.
Während des 15. Jahrhunderts bis Anfang des 16. Jahrhunderts wurden die Wälle durch Mauern und Bastionen ersetzt, die aber starken Unterspülungen der Oder ausgesetzt waren. Die Burg wurde von einem Burggrafen verwaltet.
In einem Grundbuch, das im Auftrag von Markgraf Georg von Jägerndorf 1582 angelegt wurde, sind ein Torhaus, ein gewölbter Keller, Wohnräume, ein großer Saal, eine baufällige Kapelle und Stallungen aufgeführt.
Im 16. und 17. Jahrhundert wurde der südliche Flügel erweitert und nach Brandschaden das Tor wiederaufgebaut. Im Jahr 1812 erwarb der Kurprinz von Hessen-Kassel die Burg, ab 1834 war Viktor von Hohenlohe-Waldenburg-Schillingsfürst Herzog. Sitz der Herrschaft war jedoch nicht Burg Ratibor, sondern das säkularisierte Kloster Rauden. 
Die Burg brannte 1858 teilweise aus, wurde aber in alten Formen wiederhergestellt und diente der herzoglichen Verwaltung. Durch Kriegseinwirkung wurde die Burg 1945 stark beschädigt. Im Jahr 1949/50 wurden das Torhaus und die Kapelle wiederhergestellt.

## Bauwerk
Die heutige Burg steht auf unregelmäßigem Grundriss mit Flügeln auf drei Seiten um einen nach Süden geöffneten Burghof. Die Mauerkrone war so breit, dass die Wachen darauf gehen konnten. Wesentliche Umbauten stammen aus der Zeit vor dem Dreißigjährigen Krieg. 
Die Einfahrt führt von Westen durch das Torhaus, neben dem sich die Kapelle befindet. Die Kapelle ist ein einschiffiger Ziegelbau mit Werksteinteilen und zeigt viele Einzelformen, die in dieser frühen Form selten sind. Die Kapelle, zwischen 1282 und 1287 erbaut, fast gleichzeitig wie der Chor der Kreuzkirche in Breslau, ist mit ihrer ungleichmäßigen Einwölbung und mit ihren verschiedenkappigen Kreuzgewölben, Sitznischen, spitzwinkeligen Wimpergen und klaren Fenstermaßwerken ein Beispiel der jungen Gotik in Schlesien. Die Kunstgeschichte weist auf hessische Vorbilder und Parallelen in Marburg, Frankenberg und Wetzlar hin.